# Куп три нације 1998.
Куп три нације 1998. (службени назив: 1998 Tri Nations Series) је било 3. издање овог најквалитетнијег репрезентативног рагби такмичења Јужне хемисфере.
Такмичење је потпуно заслужено освојила Јужна Африка која је победила у све четири утакмице.

## Учесници
Напомена:
|   | Селекција                          | Стадион                              | Селектор   | Капитен       |
| - | ---------------------------------- | ------------------------------------ | ---------- | ------------- |
| 1 | Рагби репрезентација ЈАР           | Кока-кола парк, Јоханезбург (62 567) | Ник Мелет  | Гери Хамилтон |
| 2 | Рагби репрезентација Новог Зеланда | Еден Парк, Окланд (50 000)           | Џон Харт   | Тејн Рендел   |
| 3 | Рагби репрезентација Аустралије    | Стадион Аустралија, Сиднеј (84 000)  | Род Меквин | Дејвид Вилсон |

## Такмичење
Аустралија - Нови Зеланд 24-16
Аустралија - Јужна Африка 13-14
Нови Зеланд - Јужна Африка 3-13
Нови Зеланд - Аустралија 23-27
Јужна Африка - Нови Зеланд 24-23
Јужна Африка - Аустралија 29-15

## Табела
|   | Селекција   | ИГ | Д | Н | И | ПД | ПП | ПР  | БП | Б  |  |
| - | ----------- | -- | - | - | - | -- | -- | --- | -- | -- |  |
| 1 | Спрингбокси | 4  | 4 | 0 | 0 | 80 | 54 | +26 | 1  | 17 |  |
| 2 | Валабиси    | 4  | 2 | 0 | 2 | 79 | 82 | -3  | 2  | 10 |  |
| 3 | Ол блекси   | 4  | 0 | 0 | 4 | 65 | 88 | -23 | 2  | 2  |  |

| Победник Купа три нације 1998. |
| ------------------------------ |
| Јужна Африка 1. титула         |

## Индивидуална статистика
Највише поена
Мет Берк 50 поена
Највише есеја
Мет Берк 3 есеја